# Нижние Балмазы
Нижние Балмазы (баш. Түбәнге Балмаҙы) — деревня в Караидельском районе Республики Башкортостан Российской Федерации. Входит в состав Караидельского сельсовета.

## Топоним
Прежнее название — Булмазы (Балмазы). Современное название парное к ойкониму Верхние Балмазы (ставшее со временем известной как Ибраевка). 

## География

### Географическое положение
Находится на левом берегу реки Уфы.
Расстояние до:
- районного центра (Караидель): 8 км,
- центра сельсовета (Караидель): 8 км,
- ближайшей ж/д станции (Щучье Озеро): 120 км.

## История
Основана В 1875 башкирами-вотчинниками д. Булмазы основан выселок, ставший известный как Верхние Балмазы. 

## Население
| 2002 | 2009 | 2010 |
| ---- | ---- | ---- |
| 263  | ↘226 | ↘221 |

Национальный состав
Согласно переписи 2002 года, преобладающая национальность — башкиры (97 %).

## Инфраструктура
Личное подсобное хозяйство с зоной сельскохозяйственного использования, индивидуальная застройка усадебного типа.
Действует школа, клуб. Развивается туризм.

## Транспорт
Деревня доступна автомобильным и водным транспортом.  